# Покровська, 11
Сади́ба на Покро́вській — будинок із крамницями, розташований на Покровської вулиці, 11, що на Подолі у Києві. До садиби також входить наріжний двоповерховий будинок № 13, зведений 1818 року.
За визначенням дослідників, кам'яниця — один із цінних зразків історичної забудови Подолу.
Постановою Ради Міністрів УРСР № 442 від 6 вересня 1979 року будинок внесено до обліку пам'яток архітектури (охоронні номери 875).

## Історія ділянки
Уперше в документах садиба згадується 12 лютого 1808 року. 1809 року новий власник спорудив тут за проєктом архітектура Андрія Меленського будинок із крамницями. 1818 року на ділянці збудували двоповерхову цегляну кам'яницю.
Упродовж XIX сторіччя садибу кілька разів продавали різним власникам, зокрема дворянинові П. Добровольському в 1835 році, священикові церкви Миколи Доброго Іоанну Сухобрусову в 1849 році та іншим.
Близько 1922 року радянська влада націоналізувала будівлю.
На межі 1990-х — 2000-х років приміщення займало Міністерство енергетики України.
Приміщення будинку № 13 займає Технічний центр Національної академії наук України.

## Архітектура

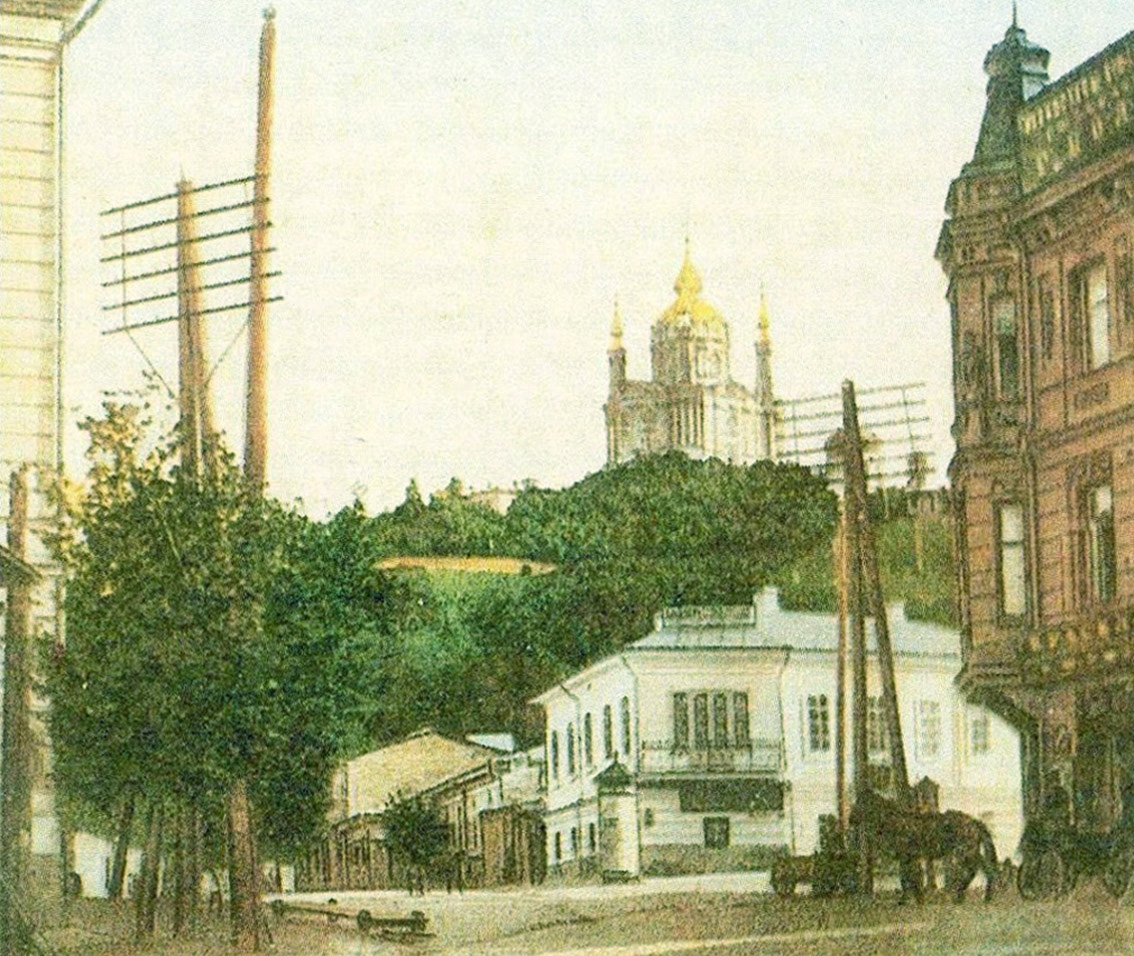
Наріжний будинок № 13, й Андріївська церква, 1900-ті

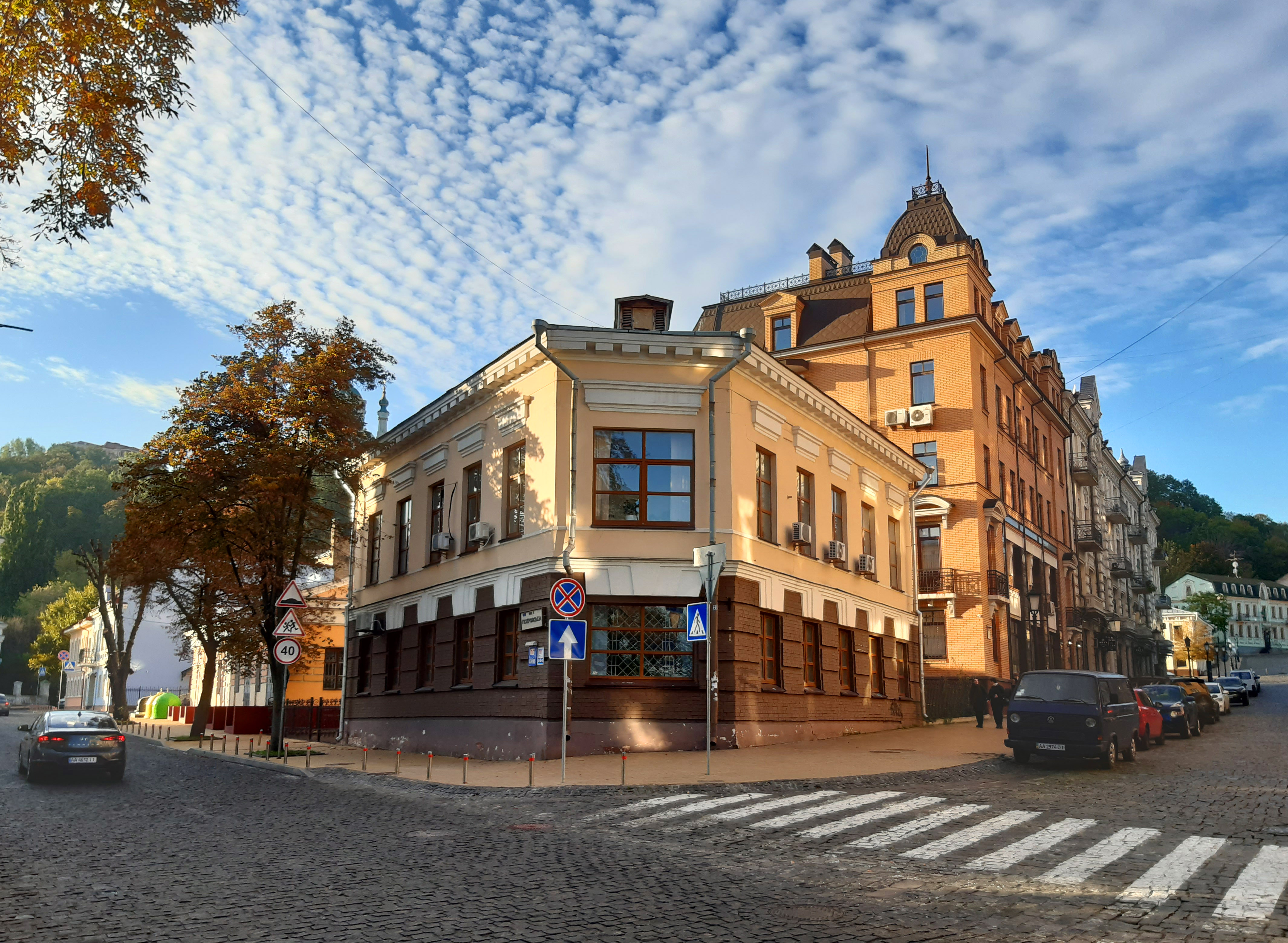
Наріжний будинок, 2020

Житловий будинок (№ 13) розташований на розі з Андрієвським узвозом. Архітектура двоповерхового будинку вирішена у стилі пізнього класицизму. Наріжжя зрізане, із широкими віконними прорізами. Над вікнами другого поверху розміщені прямолінійні профільовані сандрики.
Перший поверх рустований.
Карниз доповнений потужними модульйонами.
Кам'яниця з крамницями. Одноповерхова, цегляна прямокутна у плані будівля поставлена на високий цоколь.
Кам'яниця була розрахована на п'ять крамниць, кожна з яких мала окремий вхід і підвал із хрещатими склепіннями.
Фасад вирішений у стилі класицизму.
На площині стін розміщені п'ять дверних отворів і чотири віконні прорізи. Вікна декоровані замковими каменями. Сандрики над ними мають вигляд архівольтів.
Двері з боку вулиці заклали. Однак у 1980-х роках у ході реставраційних робіт їх відновили. Двері теж завершені сандриками.
Будівля оздоблена рустом.

Кам'яниця з крамницями
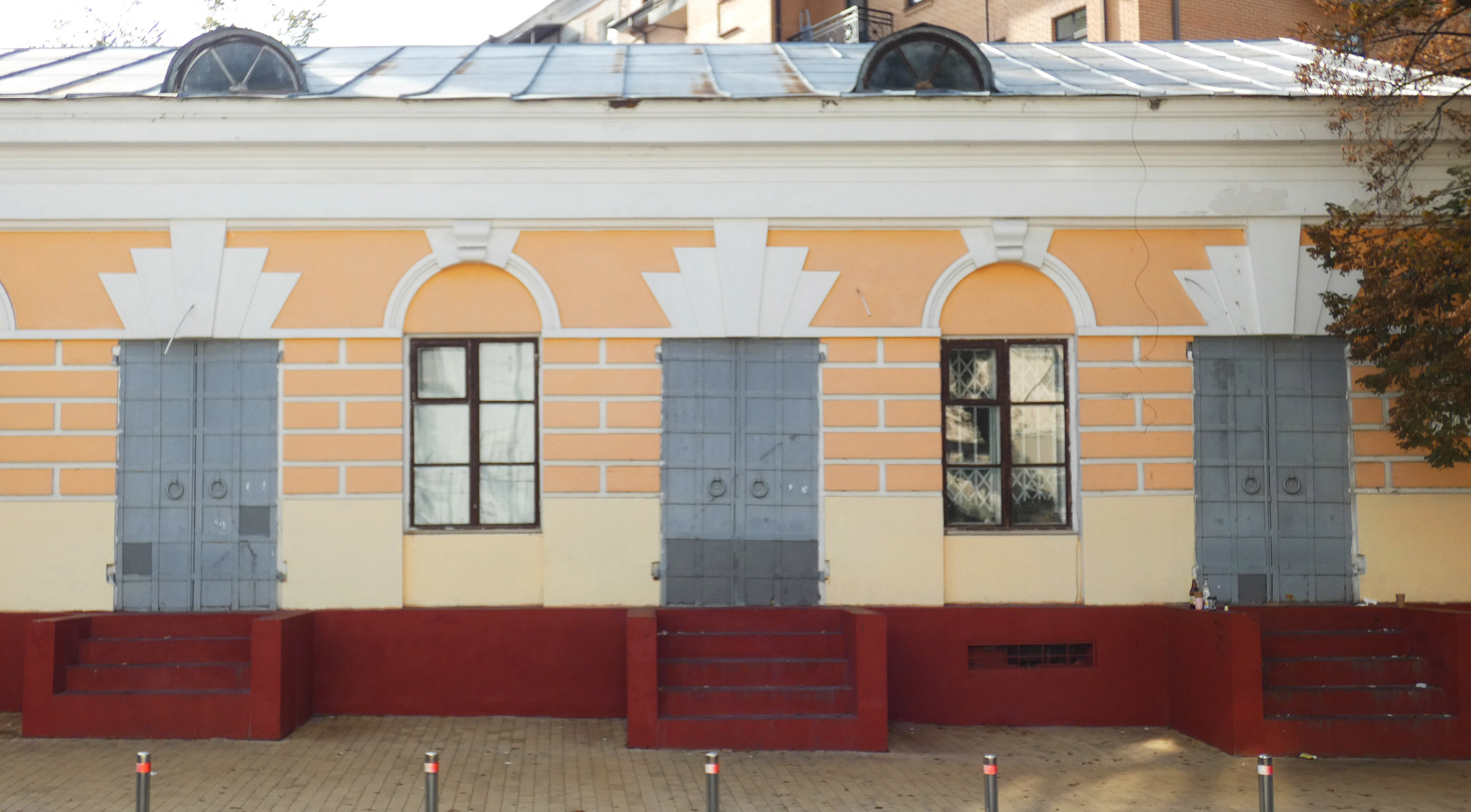
Колишні входи крамниць
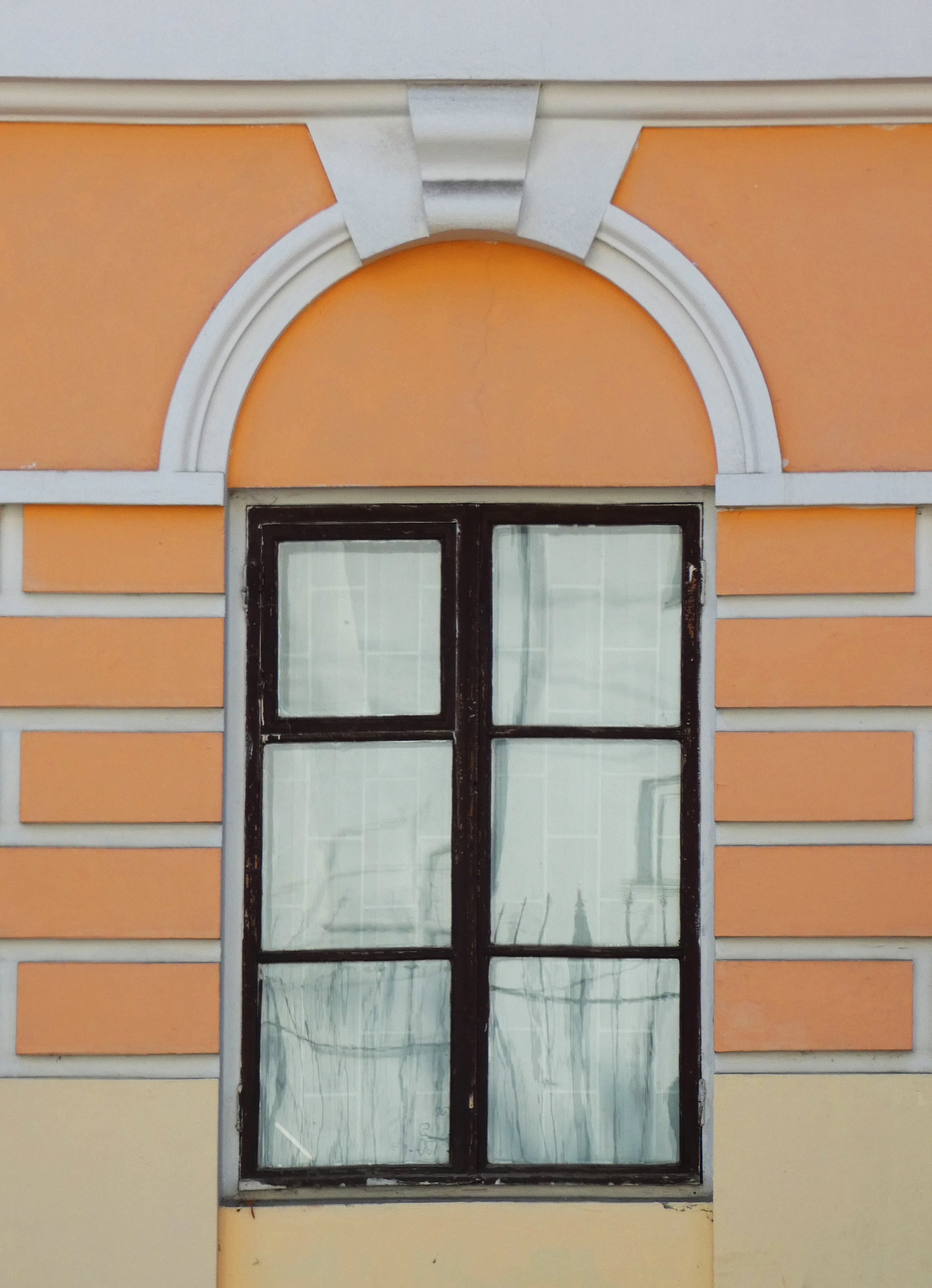
Вікно з дугоподібним сандриком і замковим каменем
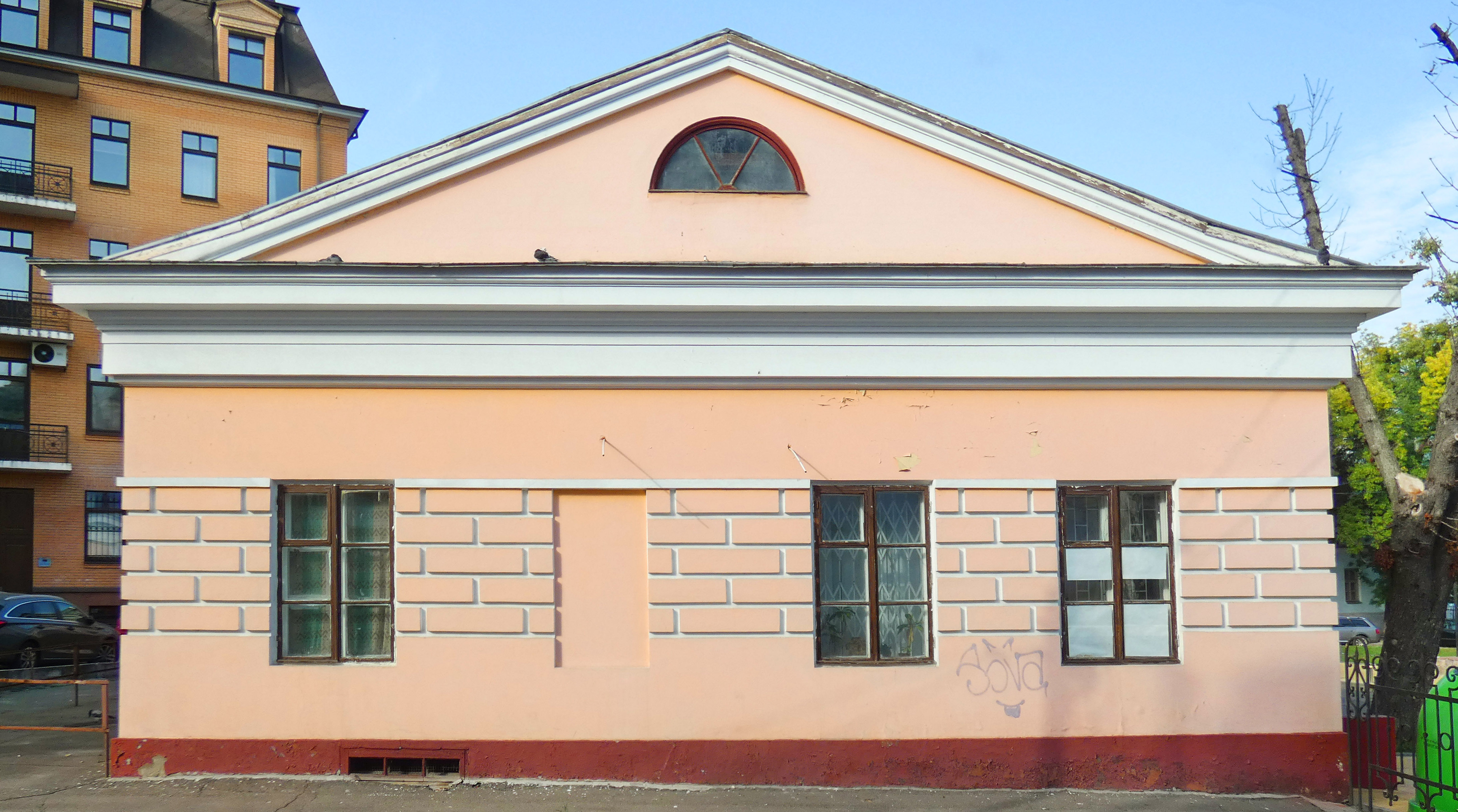
Бічний фасад